# 紅豆粥 (朝鮮半島)
紅豆粥（韓語：팥죽，[pʰat̚.t͈ɕuk̚]）是朝鮮半島的一種粥，尤其是在韩国料理中大量使用，其主要成分为红豆和大米。它通常在韩国的冬季会被大量使用，尤其是在冬至的时候喝红豆粥已经成为一种约定俗成的饮食习惯，因为人们曾经认为红豆粥的红色可以辟邪驱魔。

## 韓式紅豆粥
加入韓式米糕食用。

## 图片

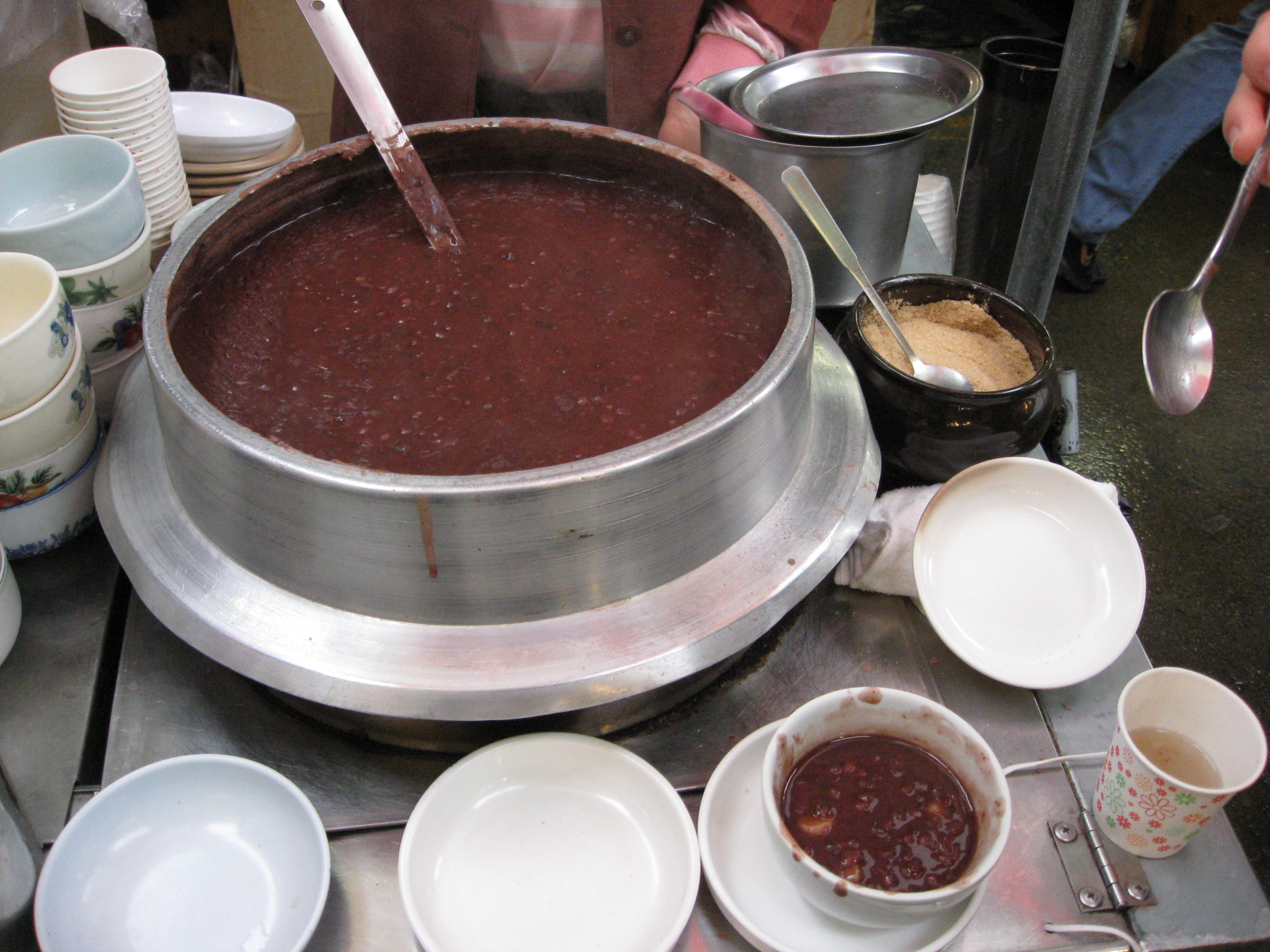
在釜山街头出售的红豆粥
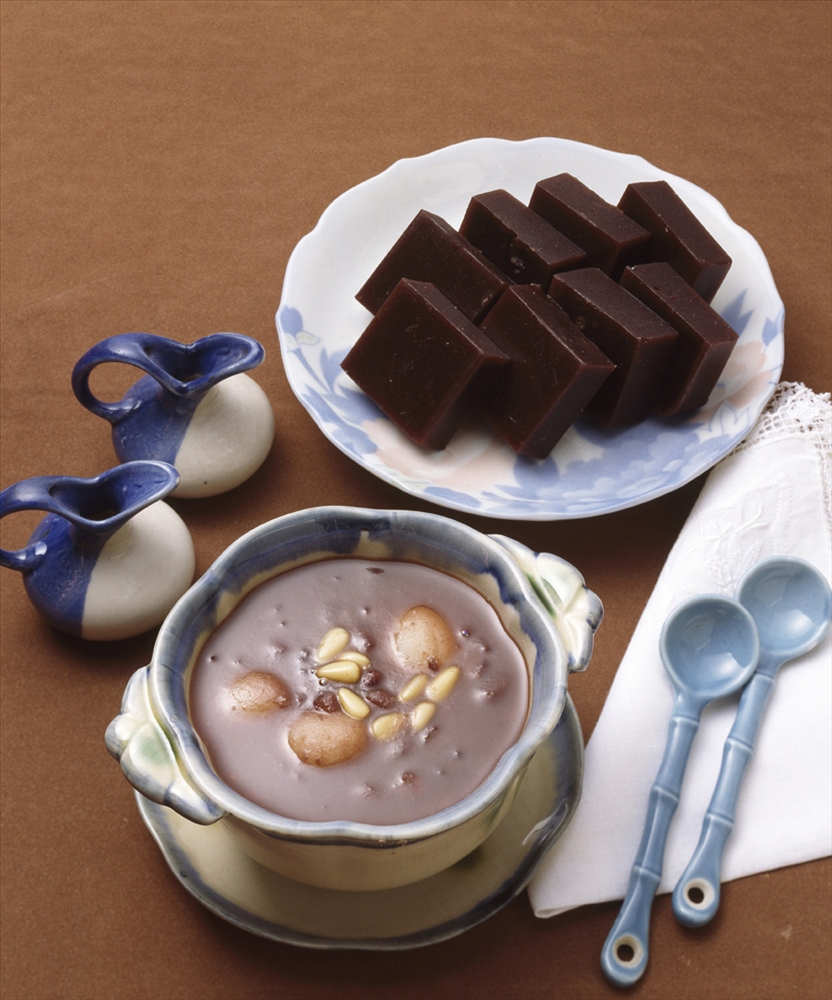
用各种坚果装饰的红豆粥
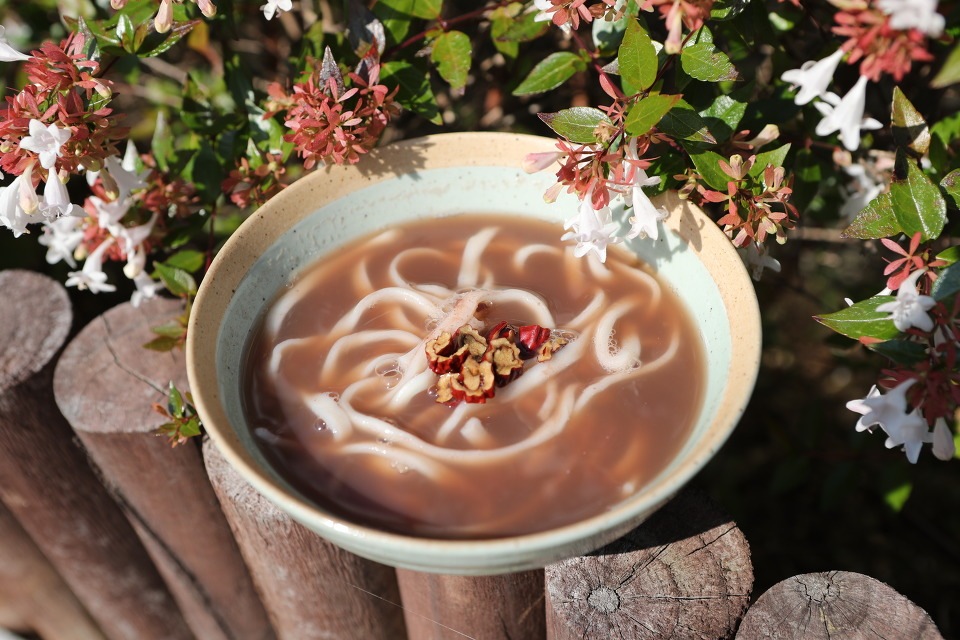
韩式红豆面条汤